# Нурець (річка)
Нурець (пол. Nurzec, біл. Нурэц) — річка на північному сході Польщі, права притока Бугу.

## Опис
Довжина річки складає 100,2 км, площа басейну — 2102 км².
Водозбір охоплює переважно Більську рівнину та частково Високомазовецьку і Дорогичинську височини.
Бере початок з боліт біля села Ставище, прямо на кордоні з Білоруссю, на південний схід від села Черемха на висоті близько 180 м над рівнем моря, протікає через давні українські села Кузава, Ріпчиці, Кліщелі, Шешили, Нурець, Ботьки, Бодаки, Бодачки і місто Бранськ, після села Патоки покидає Підляшшя і тече Мазовією, а впадає в Західний Буг поблизу села Войтковиці-Дади, приблизно за 10 км на південний захід від Цехановця на висоті 105,4 м над рівнем моря.
Верхів'я Нурця випрямлене і регульоване. Глибина русла не перевищує 1,4 м, а ширина річища зростає від 3,2 м до 7 м. Наявне водосховище поблизу села Ріпчиці.
На ділянці до Бранська русло річки місцями звужується до 4 м і врізається у дно долини, що спричинено процесом ерозії внаслідок неправильно проведених меліораційних робіт. У той же час глибина Нурця в деяких місцях перевищує 3 м.
У нижній частині течії ширина природного звивистого русла досягає 20 м. Проте річка мілкішає до глибини 0,7–1,8 м. По берегах є численні дерева. Береги розмаїті, утворені гравієм та камінням.
Безперервність русла переривається через розташування 3 малих гідроелектростанцій: Цехановець, Кучин, Костри-Подсендковента. Збудовані також і пороги висотою 2,2–2,4 м. За відсутності рибних сходів вони перешкоджають міграції й нересту риб.
На річці в Ботьках та Бранську є два водоміри Інституту метеорології та водного господарства. У 1961—1985 роках у Козарах також розташовувався водомір, на два кілометри нижче за течією від Цехановця.

## Основні притоки
- ліві: Нурчик (пол. Nurczyk), Лещка (пол. Leszczka), Сінниця (пол. Siennica), Кукавка (пол. Kukawka), Пелхівка (пол. Pełchówka)
- праві: Бронка (пол. Bronka), Мянка (пол. Mianka) з Марківкою (пол. Markówka).

## Міста і селища на річці
- Черемха
- Кліщелі
- Ботьки
- Бранськ
- Цехановець

## Етнографія
Верхня течія річки до Бранська належить до української етнічної території, хоча деякими авторами неправильно називаться білорусько-українською етнічною межею замість фактичної межі — річки Нарва.